# 威尔逊多项式
威尔逊多项式是1980年英国数学家威尔逊研究的正交多项式，以超几何函数定义：

Wilson polynomials

Wilson polynomials

Wilson polynomials

{\displaystyle p_{n}(t^{2})=(a+b)_{n}(a+c)_{n}(a+d)_{n}{}_{4}F_{3}\left({\begin{matrix}-n&a+b+c+d+n-1&a-t&a+t\\a+b&a+c&a+d\end{matrix}};1\right).}